# Eric Foreman
Eric Foreman è un personaggio della serie televisiva statunitense Dr. House - Medical Division, interpretato da Omar Epps. È uno degli assistenti di House al Princeton-Plainsboro Teaching Hospital ed è specializzato in neurologia. Nell'ultima stagione prende il posto di Lisa Cuddy come direttore sanitario del Princeton-Plainsboro Teaching Hospital.

## Caratteristiche
Eric Foreman ha iniziato i suoi studi di medicina assecondando il volere del padre, ottenendo ottimi voti (come si evince dal primo episodio), per poi diventare un ottimo ed esperto dottore orgoglioso del suo lavoro.
A differenza del padre, profondamente cristiano, sembra essere ateo, infatti nel doppio episodio della seconda stagione Euforia, dopo essersi ammalato ed essere stato in quarantena con un paziente, gli rivela: «Mio padre prega sempre, io mai». Commenta, inoltre, con disapprovazione che il padre quando egli fa qualcosa di giusto ne dà il merito a Dio, mentre quando sbaglia accusa lui.
Nell'episodio Tredici porta fortuna Foreman, dopo aver scoperto che House non ha trovato alcuna informazione interessante sul suo conto per mezzo del suo investigatore privato e che perciò il suo capo lo considera noioso, si pone il dubbio se quella che lui considera la propria maturità sia in realtà un'indifferenza e una freddezza interiore, che tra l'altro l'hanno portato alla rottura con Wendy, l'infermiera con cui era fidanzato. Pone questa domanda anche a Chase, che tra una battuta e l'altra afferma che Foreman è noioso perché non fa mai nulla di sbagliato o di istintivo, pur avendone le potenzialità (visti i precedenti come il furto dell'auto, il tatuaggio, o quando infetta Cameron).
In Una spiegazione semplice rivela di preferire affrontare da solo i problemi, deludendo Tredici, che voleva passare del tempo con lui.

## Rapporti coi personaggi

### House
Già dalla prima serie funge da tuttofare per House, poiché svolge ogni commissione per lui, che lo ha assunto perché voleva qualcuno di spregiudicato e Foreman aveva, in passato, commesso dei furtarelli, cosa che il capo gli rinfaccia sporadicamente. Durante la serie, Cameron lo paragona ad House, dicendo che sono molto simili. Nella terza stagione difende strenuamente il capo dalle accuse di Tritter, nonostante le pressioni dell'agente, che arriva a promettergli di liberare il fratello in cambio del suo aiuto.
Alla fine della terza stagione si dimette, perché non vuole correre il rischio di diventare come House, che ammira come medico, ma non come persona, e non vuole abituarsi ai suoi metodi anticonvenzionali; la sua scelta è stata forse condizionata dal fatto che in Una lezione per House usando i metodi del diagnosta uccide una paziente.
Nel corso della quarta stagione torna a far parte del gruppo di lavoro di House con un altro incarico, non avendo trovato lavoro perché diventato troppo simile all'ex capo. La Cuddy lo riassume, infatti, contro la volontà di House per supervisionare il lavoro dei nuovi membri del team. Inoltre, inizia a chiedersi se le capacità mediche siano veramente le sue o se la sua buon riuscita nel lavoro dipenda da House, perciò nell'episodio Emancipazione prende, nonostante la finta contrarietà di House (che vuole invece metterlo alla prova), un caso da solo (con piccoli aiuti da parte di Chase e Cameron). Inizialmente Foreman non riesce ad arrivare alla diagnosi e, per una questione d'orgoglio, non vuole chiedere aiuto ad House, come invece gli suggeriscono Chase e Cameron. Tuttavia, quando il suo paziente si avvicina alla morte, Foreman mette da parte il suo orgoglio e chiede ad House un aiuto per risolvere il caso. Nonostante ciò il suo capo, consapevole delle potenzialità mediche di Eric (sebbene conscio del fatto di mettere il pericolo la vita di un bambino), rifiuta di aiutarlo. Infine Foreman riesce a risolvere da solo l'enigma, capendo così di essere un buon medico e di potercela fare anche senza dipendere da House.

### Cameron
Nella seconda stagione (Un cane è per sempre) Eric tradisce la fiducia della dottoressa prendendo spunto da un suo articolo e pubblicandolo a suo nome. Quando ella gli chiede scusa per la reazione, questi le dice che per lui lei è solo una collega, mentre la dottoressa Cameron lo riteneva un amico.
In Euforia - Parte II infetta Cameron con una siringa al fine di costringerla a tornare nell'appartamento maledetto a cercare la soluzione (che troverà House dopo un accurato sopralluogo): questa, che voleva andarci da prima, entra nella casa anche se il rischio di contagio era minimo: House ne deduce che ha usato la puntura come pretesto. Nello stesso episodio Foreman, prima di entrare in coma, chiede alla dottoressa il suo perdono dicendole che anche lui la ritiene un'amica. Dapprima titubante, la donna accetta le scuse; è comunque cosa certa che Foreman si fidi di Cameron, perché le affida il compito di decidere della sua salute quando egli è in coma, cosa che sarebbe spettata al padre.

### Chase
Foreman e Chase non si stimano a vicenda, cosa sottolineata da entrambi i personaggi: Foreman lo trova un ruffiano e non apprezza il suo carattere (sottolinea spesso il fatto che abbia una doppia faccia), Chase trova il neurologo una persona noiosa.
Tuttavia, nel corso della quinta serie, i due si confrontano spesso e si consigliano a vicenda. Il loro rapporto migliora drasticamente dalla sesta stagione in poi, anche per merito della maturazione subita dai due nel corso della serie, grazie alle numerose esperienze vissute in ospedale: nell'ultima stagione, Foreman arriverà addirittura ad ammettere di essere contento dell'ennesimo ritorno di Chase nel team di House.

### Tredici
Foreman aiuta Tredici a riprendersi dal "processo autodistruttivo" (come lo chiama House) che aveva intrapreso. Il brillante neurologo, infatti, la inserisce in un trial clinico riguardante la malattia di Huntington. Durante il trial, Remy conosce una povera donna affetta dall'Huntington in fase avanzata, ma scopre anche di provare un interesse sentimentale per il neurologo: alla fine i due si baciano appassionatamente e si fidanzano.
Ne Il bene più grande Foreman trasgredisce al protocollo del trial, rischiando la sua carriera per poterle dare qualche anno di vita in più; imprevedibilmente le fa sviluppare un tumore al cervello; egli è incerto se rivolgersi alla casa farmaceutica, ma House e Tredici lo convincono a rinunciare: Kutner lo definisce un ipocrita perché, mentre per trasgredire il protocollo non ha chiesto il parere della diretta interessata, ora lo ascolta, sottolineando che fa ciò che gli è più comodo.
Alla fine si rivolge comunque alla casa farmaceutica, che lo "grazia" minacciando, però, di fargli togliere la licenza se mai avesse partecipato a qualunque altra sperimentazione. Tredici riacquista l'uso degli occhi e perdona il collega, anche se viene espulsa dal trial. Nell'episodio Infedele House minaccia di licenziare Tredici o lui se non avesse interrotto la relazione: dopo vari litigi e sacrifici, i due fingono di staccarsi l'uno dall'altra; House, che ha capito il trucco, non caccia nessuno. Nella sesta stagione Foreman prende temporaneamente il posto di House come capo del reparto diagnostico e licenzia Tredici perché non riesce a essere il suo capo e contemporaneamente il suo fidanzato. Alla fine la dottoressa lo lascia, ma quando House riprende il suo posto come capo la fa riassumere. Le cose tra Foreman e Tredici andavano male, i due avevano bruschi litigi, ma dopo tante esperienze i due medici trovano la forza di andare nuovamente d'accordo e di rimanere buoni amici.